# Fucking

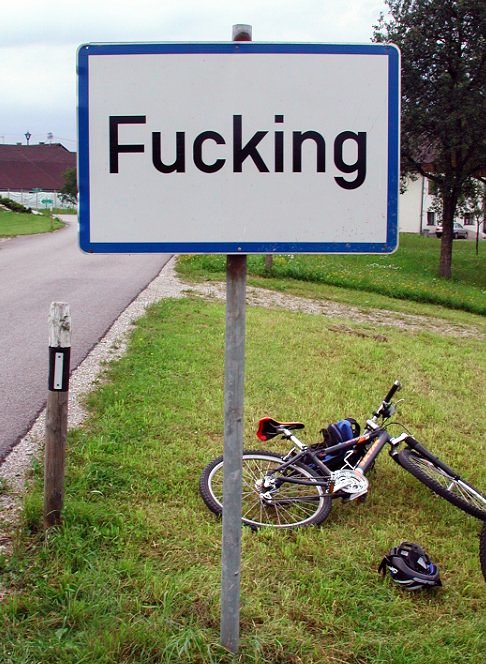
Semnul de circulaţie furat frecvent la intrarea în localitatea Fucking

Fucking este un sat în Austria Superioară în regiunea administrativă Schärding, a cărui istorie pornește din anul 1070. Primarul satului este Siegfried Höppel. Locuitorii săi sunt mândri de numele localității lor, dar au fost și exasperați de turiștii care-și însușeau ca suveniruri plăcuțele cu numele localității. Acest lucru a încetat în 2005, când semnele au fost modificate ca să fie rezistente la furt.
De la 1 ianuarie 2021, satul Fucking este numit în Fugging, o schimbare de nume generată din cauza nemulțumirii localnicilor. Un sat cu același nume (și origine a numelui) există în Austria Inferiorară.